# Meunasah Mee
Meunasah Mee is een bestuurslaag in het regentschap Pidie van de provincie Atjeh, Indonesië. Meunasah Mee telt 330 inwoners (volkstelling 2010).